# Frans Mikkenie
Frans Mikkenie (doopnaam Franciscus) (Maastricht, 5 maart 1903 - Amsterdam, 24 juli 1954) was een Nederlands circusdirecteur.
Mikkenie was zoon van een opzichter van een aardewerkfabriek. In 1925 werd hij impresario en richtte hij in Heerlen het Internationaal Concert- en Theaterbureau op. Negen jaar later verhuisde hij naar Amsterdam. Hij werd impresario van grote buitenlandse circussen zoals het Circus Strassburger, Circus Bouglione en Sarrasani. In 1936 trouwde hij met Edith Schmetterling; in 1938 werd dit huwelijk ontbonden. Vlak voor de Tweede Wereldoorlog werd het de Duits-joodse familie Strassburger te warm onder de voeten in Duitsland en werd door Mikkenie uitgenodigd in Nederland hun circus voort te zetten met hem als mededirecteur. Het circus werd Mikkenie-Strassburger genoemd en hielp in de oorlog ook menig onderduiker. In 1946 trouwde Mikkenie met Vibeke Charlotte Petersen Munk Sandberg, van wie hij in 1948 scheidde om in 1949 wederom met haar te trouwen.
In 1947 wist Mikkenie overheidssubsidie te krijgen om een eigen circus op te richten, dat de naam kreeg van Circus Frans Mikkenie. In 1948 beleefde het circus in Rotterdam haar première. Het circus maakte meerdere buitenlandse rondreizen, onder meer door Spanje. 
In 1954 overleed hij in Amsterdam op 51-jarige leeftijd aan de gevolgen van een maagbloeding.